# مشتة عين بن زرار
مشتة عين بن زرار هي منطقة تابعة اقليمياً وإداريا لبلدية أولاد صابر الكائنة بـدائرة قجال الواقعة في ولاية سطيف الجزائرية.